# Bandera de la región de Arica y Parinacota
La bandera de la Región de Arica y Parinacota es, junto con su emblema, el símbolo oficial del gobierno regional de Arica y Parinacota.
Desde su puesta en marcha hasta junio de 2010, la región era la única en no ser representada con su estandarte en el Congreso Nacional, ante lo cual, el diputado Orlando Vargas tomó la iniciativa de su creación, que fue inmediatamente acogida por el gobierno regional, que mandó a confeccionar el emblema.

## Descripción
La bandera consiste en un paño blanco con el emblema de la Región de Arica y Parinacota en el centro.

## Banderas comunales
Las municipalidades de la Región de Arica y Parinacota poseen banderas propias:

Arica
Camarones
Putre